# ドロンジョーヌ恩田
ドロンジョーヌ恩田（ドロンジョーヌおんだ、DELON JAUNE ONDA）は、日本のコラムニスト。

## 概要
自転車雑誌を中心に活動するコラムニストである。「人妻である自転車乗り」＝「妻クリスト」（サイクリスト）と名乗る。2006年枻出版社『バイシクルクラブ』でデビュー。その後、継続して『バイシクルクラブ』で連載を持つほか、疋田智との共著では「自転車エッセイに、イラストでツッコミを入れる」手法でコラボレーションするなど、自転車界にバラエティ色のある作品を展開している。「趣味としてのスポーツ自転車」を扱うエッセイ＋イラストのコラムというスタイルが多いが、エッセイマンガのスタイルをとることもある。

## 来歴

### 生い立ち
埼玉県秩父市出身。幼いころは週に3回は下痢をするなど、病弱であった。さらに、運動も苦手としており、体育の成績は芳しいものではなかった。成人してからも、喘息に罹患したうえ、体重も急増するなど、あまりよい健康状態ではなかった。そのため、20代末からジョギングに取り組むも挫折し、自身の健康について悩んでいた。その折に、夫から競技用自転車を薦められ、自転車に興味を持った。その後は市民レースに参加するなど自転車に夢中となり、その結果、体重も大きく減少した。

### デビュー後の活動
自転車競技について語った随筆を雑誌で発表し、それ以来コラムニストとして活動するようになる。雑誌では自転車雑誌『バイシクルクラブ』での連載を中心に活動している。『バイシクルクラブ』誌面では、自転車アイテムをプロデュースしたり、特集記事での露出などがある。その他、自身で描くイラストやコラムの掲載だけでなく、その外見や自転車によるダイエット経験などから女性誌、自転車専門誌への寄稿、モデル、その他媒体でのインタビュー記事などへの露出が多い。トークショーのゲストとして、自転車イベントに参加することもあるほか、自転車を扱ったテレビ番組やラジオなどにゲストやレポーターとして出演する。『バイシクルクラブ』2009年4月号では表紙を飾った。2006年12月発売の『バイシクルクラブ』にて『妻クリングメッセージ』連載を開始、2009年より2012年3月まで同誌にて『妻クリニック』を連載。2012年から2014年3月まで徳間書店の月刊誌『VOLT』にて自転車を題材にしたコラムを連載。
2014年3月から八重洲出版『サイクルスポーツ』で『中村春吉地球漫遊記』（疋田智執筆・連載小説）のイラスト担当。2014年4月より『朝日新聞』埼玉県版で『自転車日和』のコラム連載。

## 人物
本名および年齢は非公表。筆名の由来は、『ヤッターマン』の登場人物「ドロンジョ」と、「ツール・ド・フランス」優勝者に授与されるジャージ「マイヨ・ジョーヌ」にちなんでいる。

## 著作

### 単著
- 『嗚呼 愛しき自転車乗り』（エイ出版社）2009年7月 ISBN 978-4-77791393-0
- 『ドロンジョーヌ恩田の自転車美女入門』（山と渓谷社）2010年6月　ISBN 978-4-63524228-8

### 共著
- 『自転車をめぐる冒険』（疋田智［共著］）（東京書籍）2008年4月 ISBN 978-4-48780066-7
- 『自転車をめぐる誘惑』（同上）2009年3月  ISBN 978-4-48780328-6
- 『明るい自転車相談室』（同上）2011年4月　ISBN　978-4-48780553-2
- 『自転車女医のサイクリニック』（蔵本理枝子[共著]）2011年9月　ISBN　978-4-77792059-4
- 『自転車女子はじめました』（北条晶[監修・コラム]）2012年10月　ISBN　978-4-81249215-4

## 出演

### テレビ
- 『ワンセグランチボックス』（NHKワンセグ2）2011年9月13日　生放送ゲスト出演
- 『ワンセグランチボックス』（NHKワンセグ2）2011年9月12日〜14日「プチ得　自転車美女への道」出演
- 『美しすぎるしまなみアイランドライド』（テレビ大阪、RCC）2010年11月3日出演
- 『A×A（ダブルエー）』（TV東京）2010年10月18日、19日、20日、21日、22日　ゲスト出演
- 『地球イチバン　世界でイチバンの自転車の街〜オランダ・グローニンゲン〜』（NHK　総合）2010年8月16日　ゲスト出演
- 『ちょいハマッ！自転車って素晴らしい』（NHK-BS）2010年3月27日　スタジオゲスト出演
- 『自転車専科』（BSフジ）2010年1月〜6月　隔週放送　「ドロンジョーヌ的サイクルマナー講座」レギュラーコーナー

### ラジオ
- 『日曜日は自転車ですごそう』（TBSラジオ）2010年1月17日、24日、31日　ゲスト出演

### 講演
- d-labo セミナー　ドロンジョーヌ恩田の『自転車美女入門』六本木ミッドタウン　講師
- 埼玉県蕨市町会長連絡協議会主催　安全安心きれいなまちづくり研修会　講師
- NPO法人自転車活用推進委員会　2013年度第6回自転車活用研究会　定例研究会　講師
- バイシクルプラス×バイシクルクラブ『プレミアムバイクインプレッション』トークイベントゲスト
- @nifty『疋田智の自転車ナイト！！with ドロンジョーヌ恩田』トークイベント
- 埼玉県自転車フォーラム『Love Bicycle Forum in SAITAMA』トークイベントゲスト、MC  http://www.pref.saitama.lg.jp/uploaded/attachment/463412.pdf
- 三省堂書店『サイクリニック発売記念』トークイベント＆サイン会
- au損保『スマートサイクリングを広めよう！』トークイベントゲスト
- 朝日カルチャーセンター『ロングライドの魅力と楽しみ　千葉でサイクルツーリズム！』2011年3月　講師
- サイクリッシュライフ（オアシス21会場、明治神宮外苑・絵画館前会場）トークイベントゲスト
- サイクルスクエア　自転車市民権セミナー　トークイベントゲスト
- サイクルモードインターナショナル2010 メインステージほかトークイベントゲスト
- サイクルモードインターナショナル2009 メインステージほかトークイベントゲスト